# Siergiej Striganow
Siergiej Romanowicz Striganow (ros. Серге́й Рома́нович Стрига́нов, 1916–1985) – radziecki dyplomata.

## Życiorys
Należał do WKP(b), 1939 ukończył Moskiewski Państwowy Instytut Pedagogiczny i podjął pracę w Ludowym Komisariacie Spraw Zagranicznych ZSRR, 1946-1949 był I sekretarzem Ambasady ZSRR w USA, a 1955-1958 radcą Ambasady ZSRR w USA. Od 1958 do grudnia 1960 był zastępcą kierownika Wydziału Państw Ameryki Ministerstwa Spraw Zagranicznych ZSRR, od 14 grudnia 1960 do 3 sierpnia 1965 ambasadorem nadzwyczajnym i pełnomocnym ZSRR w Urugwaju, a od 27 września 1978 do 17 czerwca 1983 ambasadorem nadzwyczajnym i pełnomocnym ZSRR w Argentynie, następnie zakończył służbę dyplomatyczną.